# Klimaatchaos in het zuiden
“Klimaatchaos in het Zuiden” is een documentaire gemaakt door Wereldmediatheek.
De documentaire gaat over de gevolgen van de klimaatverandering in de gebieden rond de evenaar en kwam tot stand met medewerking van verschillende ngo's. De documentaire laat verschillende inwoners van onder meer Burkina Faso, Togo, Ecuador en Bangladesh aan het woord over de schade die zij hebben geleden door de klimaatwijziging.
Deze documentaire werd reeds viermaal genomineerd, en zag twee nominaties verzilverd met een prijs (Zuid-Afrika, Bahrein).

## Credits
- Regie, interviews: Geert De Belder
- Camera, montage: Thomas Thys
- Muziek: Stillerman
- Vormgeving: Roel Thoné